# SN 2001ir
SN 2001ir – supernowa typu IIn odkryta 19 grudnia 2001 roku w galaktyce M-02-22-22. W momencie odkrycia miała maksymalną jasność 17,50m.